# Petrus Johannis Schottenius
Petrus Johannis Schottenius, född cirka 1607 i Västerås, död 16 september 1667 i Rättviks socken, var en svensk präst och riksdagsledamot.

## Biografi
Petrus Johannis Schottenius var son till Schotte Hans, borgare i Västerås. Efter många år vid Västerås gymnasium inskrevs han 1631 vid Uppsala universitet. 1633 blev han lärare vid Västerås trivialskola, där han avancerade till conrektor och lektor i retorik. Sedan han prästvigts 1637 blev han skolans rektor, och fortsatte stiga i graderna genom att få tjänsterna som lektor i de högre ämnena logik och grekiska. Han var också domkapitlets notarie. 1643 blev han kyrkoherde i Irsta socken och året därpå kontraktsprost i Siende härad. 1650 tillträdde han tjänsten som kyrkoherde i Rättviks socken, och när Uno Troilus avled 1664 blev han dennes efterträdare som prost över Österdalarna.
Schottenius var riksdagsman 1644 och 1654.
Av Schottenius finns utgivet Oratiuncula de encomiis musices.
Han var först gift med Sara Samuelsdotter Franck, med vilken han fick dottern Sara, hustru till officeren vid Dalregementet Tomas von Möhlen. När han blev änkling gifte han om sig med änkan till företrädaren Olaus i Rättvik, Emfred, dotter till Uno Troilus och Stormor i Dalom. Deras dotter Margareta var gift med Henricus Petri Moræus. Sonen Erik var kyrkoherde i Göteborgs stift och sonen Per bokhållare vid hovet. En ättling till honom är Maria Schottenius.